# Лето 1941 года
«Лето 1941 года» (казах.: 1941 жылдың жазы) — казахстанско-белорусский военный фильм, а также военная драма 2022 года режиссёра Бекбулата Шекерова, в честь 110-летия Ади Шарипова, а также показ подвигов во время его отбывания в Беларуси, во время Великой Отечественной войны.

## Сюжет
Основано на реальных событиях: история боевого пути Ади Шарипова — известного как Саша Казах — от первого боя до трагического ранения — когда в начале Великой Отечественной войны оказавшись в окружении он стал партизаном в белорусских лесах.
— Расскажите, о чем эта картина? О войне?
— Точнее будет — о людях, оказавшихся в той ситуации. Это фильм о людях, которые оказались перед нравственным выбором — как победить свой страх. И еще, словами одного фронтового поэта Михаила Кульчицкого мне хотелось подчеркнуть его определение: война — совсем не фейерверк, а просто трудная работа… Мне хотелось показать Гамлета военного времени с его страхами и сомнениями, когда людей мучает неизвестность и страх перед нею. Растерянность первых дней войны стала отправной точкой в истории партизанского отряда Ади Шарипова. Я и правда снимал антивоенное кино — в лучших традициях советской школы.

— Режиссер фильма - Бекбулат Шекеров
Также она показывает мужество отряда, как они смогли даже при окружении воевать против войск Вермахта, и как они сумели поймать генерала
Все складывается на реальных событиях, как Ади Шарипова объявляют в розыск, и говорят про поход во время ВОВ.

## Съемки фильма
Съемки картины заняли два месяца, в основном велись в Белоруссии и только часть в горах Алматы, бюджет картины составил около 600 млн тенге.